# David Lundegårdh
David Johannes Lundegårdh, född 26 april 1870 i Klara församling i Stockholm, död 6 april 1929 i Adolf Fredriks församling i Stockholm, var en svensk arkitekt.
Lundegårdh bedrev studier vid Byggnadsyrkesskolan Bysan vid Tekniska skolan i Stockholm samt vid Kungliga Tekniska Högskolan. Han praktiserade bland annat som byggnadsarbetare, arbetsledare och ritare och drev egen verksamhet i Stockholm.
David Lundegårdh var gift med Alma Bernhardina Elisabet Lindberg (1868–1907) och vid frånfället omgift sedan 1925.

## Verk i urval

### Stockholm
- Ombyggnad av Västra Trädgårdsgatan 9 (1904-1905) tillsammans med C A Danielsson
- Frejgatan 6 (1904-1905) tillsammans med C A Danielsson
- Björngårdsgatan 8 / Maria Prästgårdsgata 10 (1904-1905), tillsammans med C A Danielsson
- Maria Prästgårdsgata 16 - Swedenborgsgatan 7 (1904-1906), tillsammans med C A Danielsson
- Torsgatan 45-47 / Tomtebogatan 2 (1903-1906) tillsammans med C A Danielsson
- Valhallvägen 20, (1905-1906), tillsammans med C A Danielsson
- Riddargatan 30, (1905-1906)
- Sankt Eriksgatan 53 / Alströmergatan 2 (1906-1907)
- Stora Sköndal, Svenska diakonsällskapets utbildnings- och vårdanstalt (1905) samt alkoholistanstalt (1908).
- Lästmakargatan 27A (1908)
- Trädlärkan 1, Tyrgatan 2 / Friggagatan 12 (1909)[10]
- Folkungagatan 100 (1912-1913)
- Skrubba skyddshem ombyggnad av huvudbyggnaden (1925)
- Hagagatan 32 (1926-1927)
- Freys Hyrverk, flyglar (1913-1929), tillsammans med Edward Ohlsson.
- St. Johannes hem för gamla och barn, Frejgatan 41-43 (1928-1929)
- Hedvig Eleonoragården, Jungfrugatan 40 / Tyskbagargatan 11 (1928-1929)
- Hotell Pelikan, Bondegatan 10 / Östgötagatan 38 (1928-1929)

### Bilder

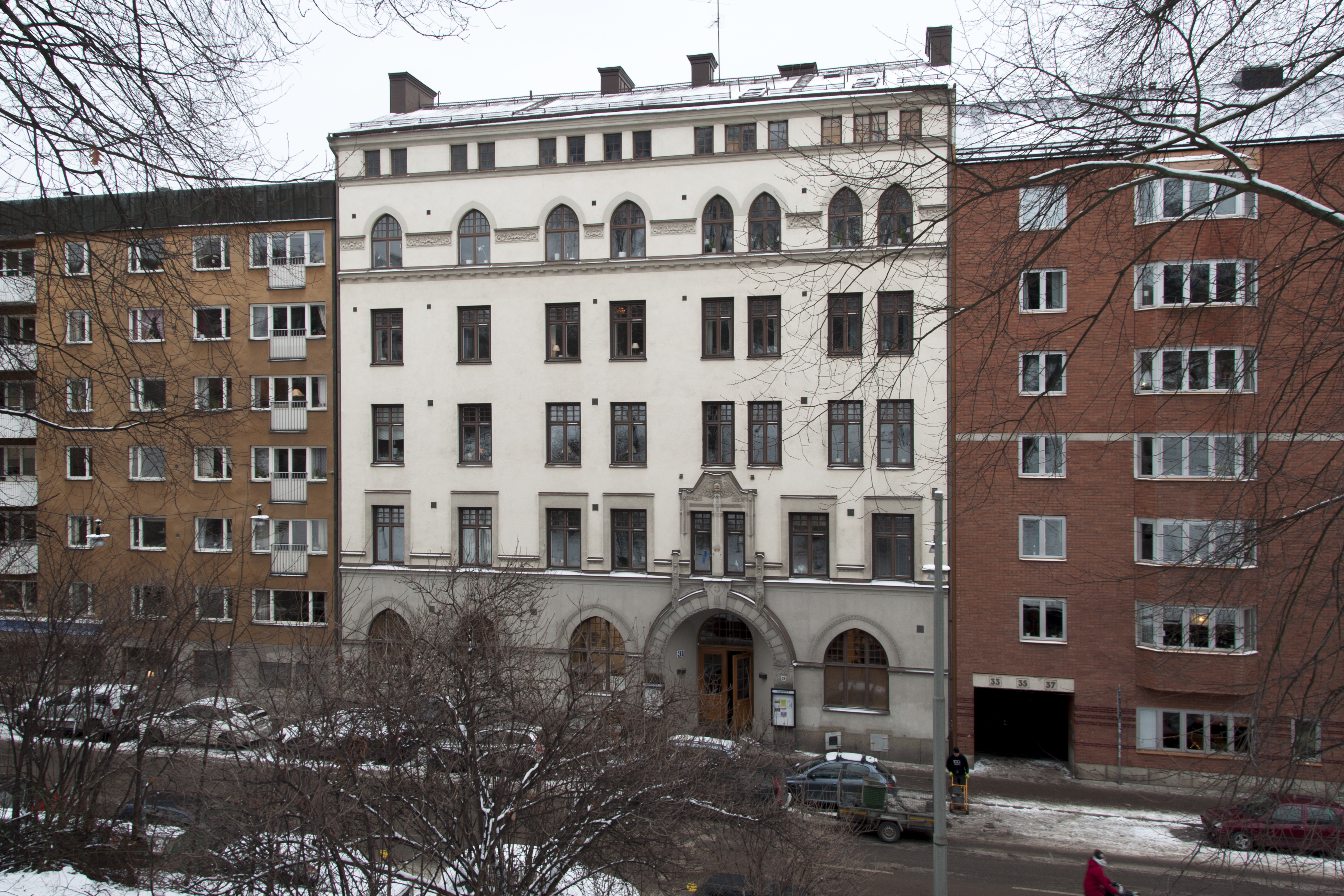
Johannes församlingshus
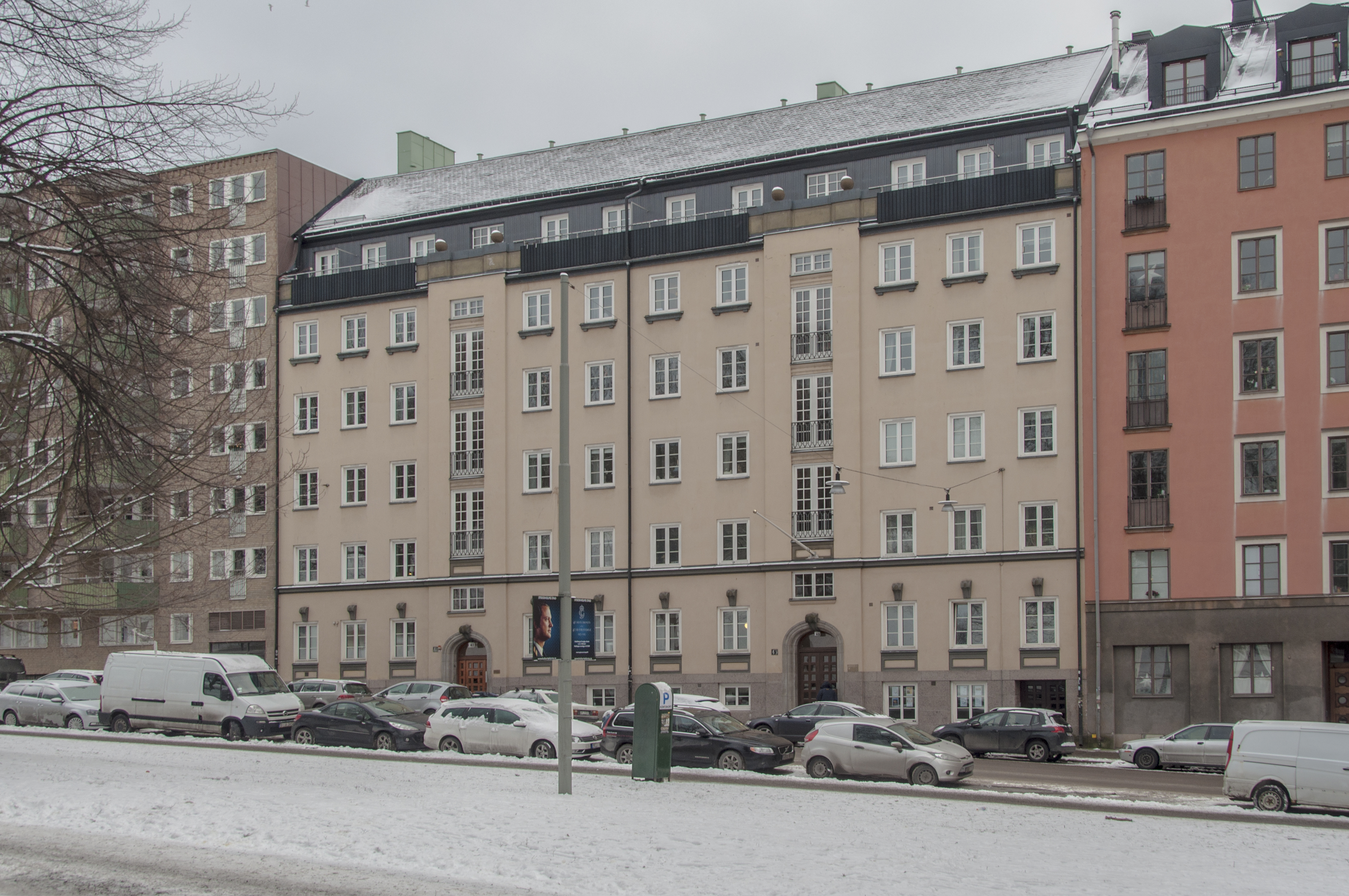
St Johannes Hem för Barn och Gamla
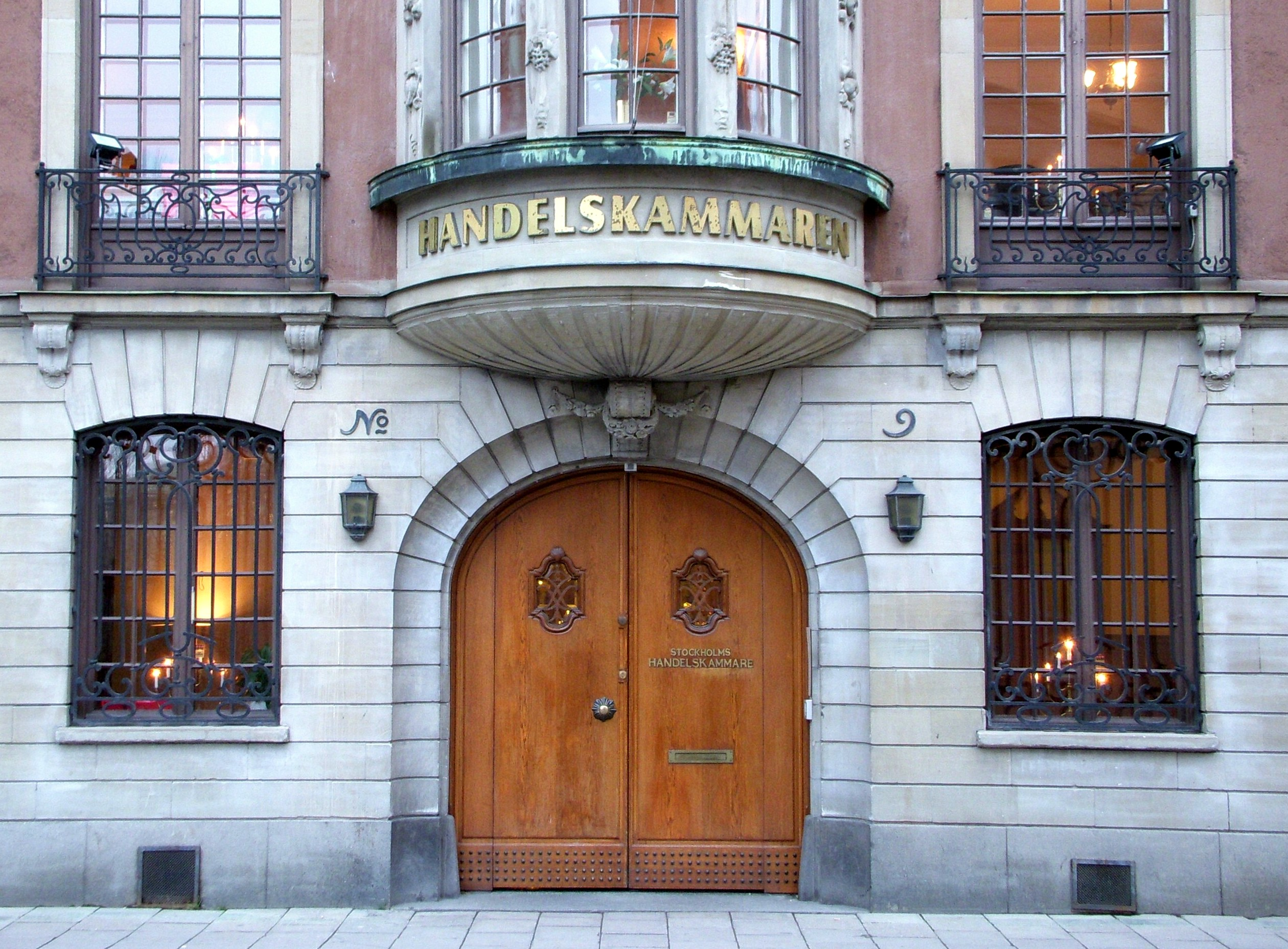
Västra Trädgårdsgatan 9
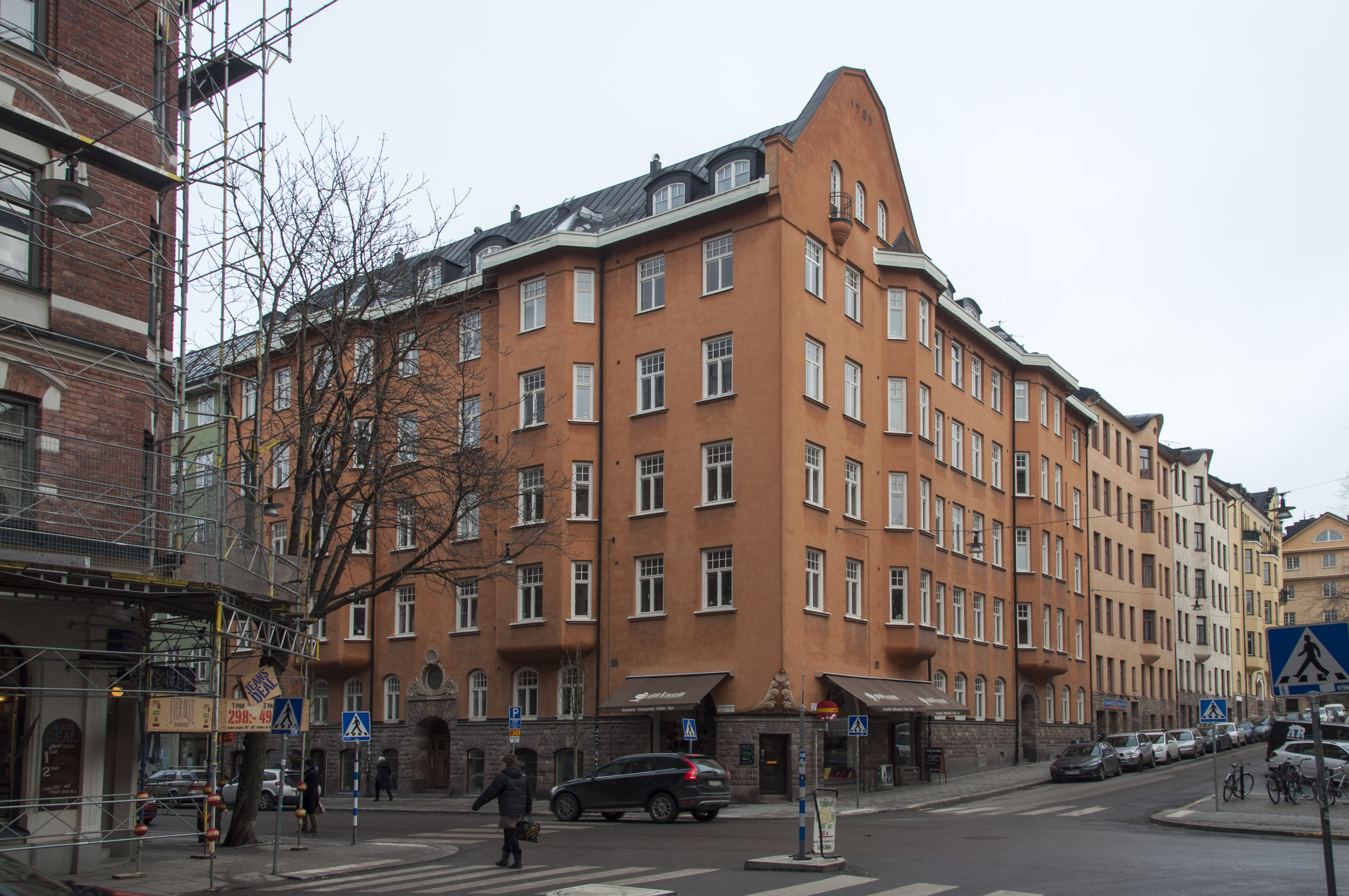
Maria Prästgårdsgata 16

### Utanför Stockholm
- Statens alkoholistanstalt på Venngarn, ombyggnader och restaureringar av befintliga byggnader.
- Statens uppfostringsanstalt å Bona med kolonat.
- Moheda sanatorium[11]
- Statsanstalt vid Salbohed[11]
- Statsanstalt vid Väntholmen[11]
- Hudiksvalls epidemisjukhus[11]
- Gävle epidemisjukhus[11]
- Villa åt Axel Burman, Saltsjöbaden (1907)[12]
- Villa Fornboda, Lejonvägen i Lidingö, tillsammans med Carl Kempendahl (1907)
- Villa Solgården, kv. Holmia 9, Lidingö tillsammans med Carl Kempendahl (1906-1907)[13]
- Villa, kv. Holmia 12, Lidingö, tillsammans med Carl Kempendahl (1907)[13]
- Stocksunds vattentorn (1910)
- Stortorps konvalescenthem, Huddinge kommun, ombyggnad (1911-12)
- Hagafors massafabrik, Glava (1912)[14]

### Bilder

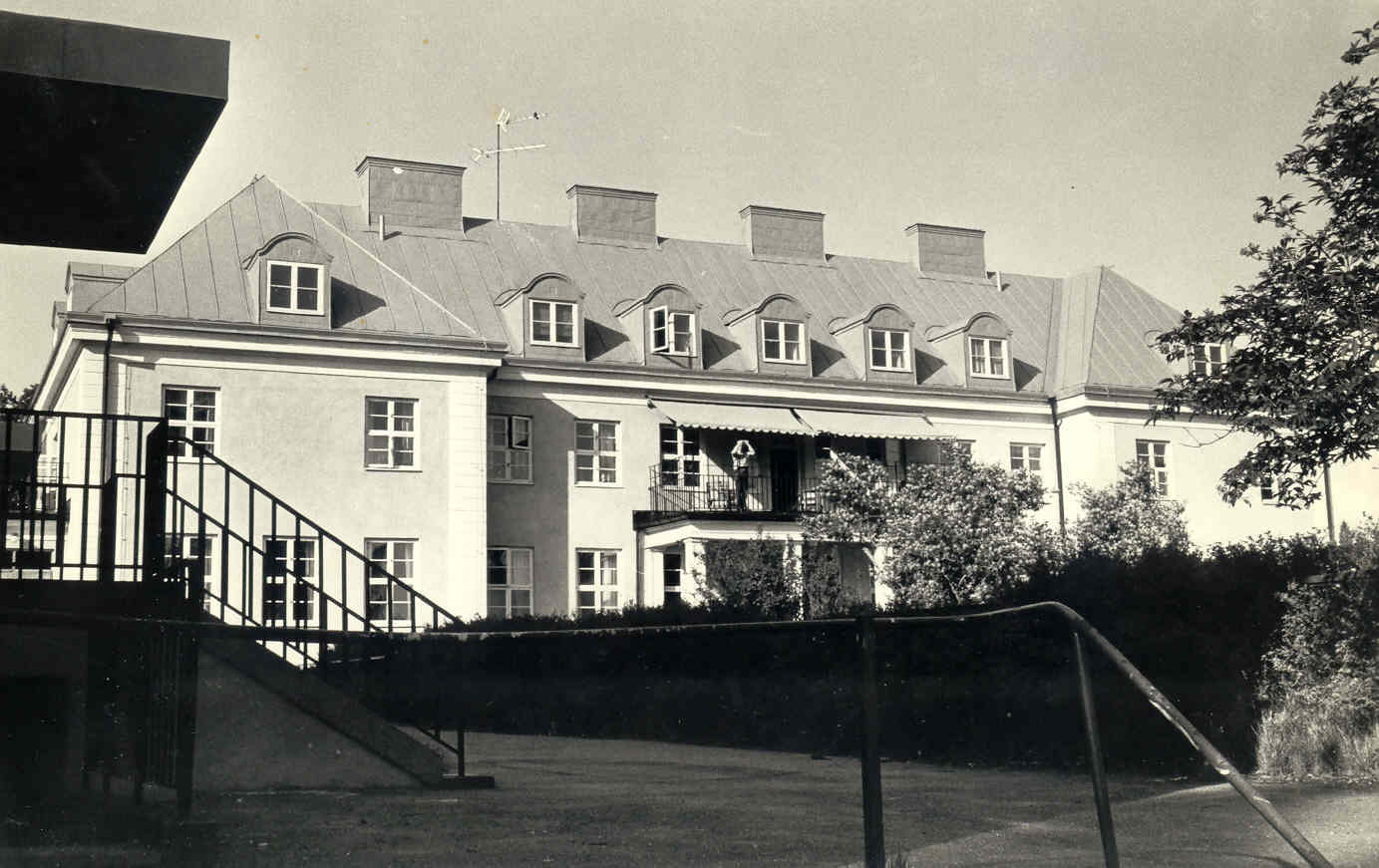
Bona skyddshem
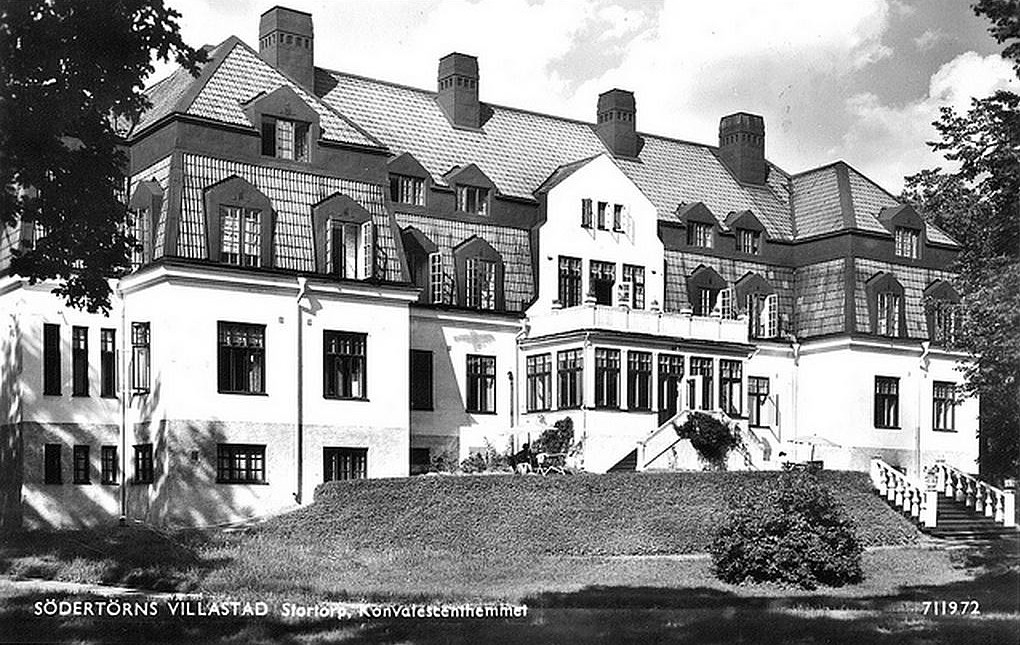
Stockholms Konvalescenthem
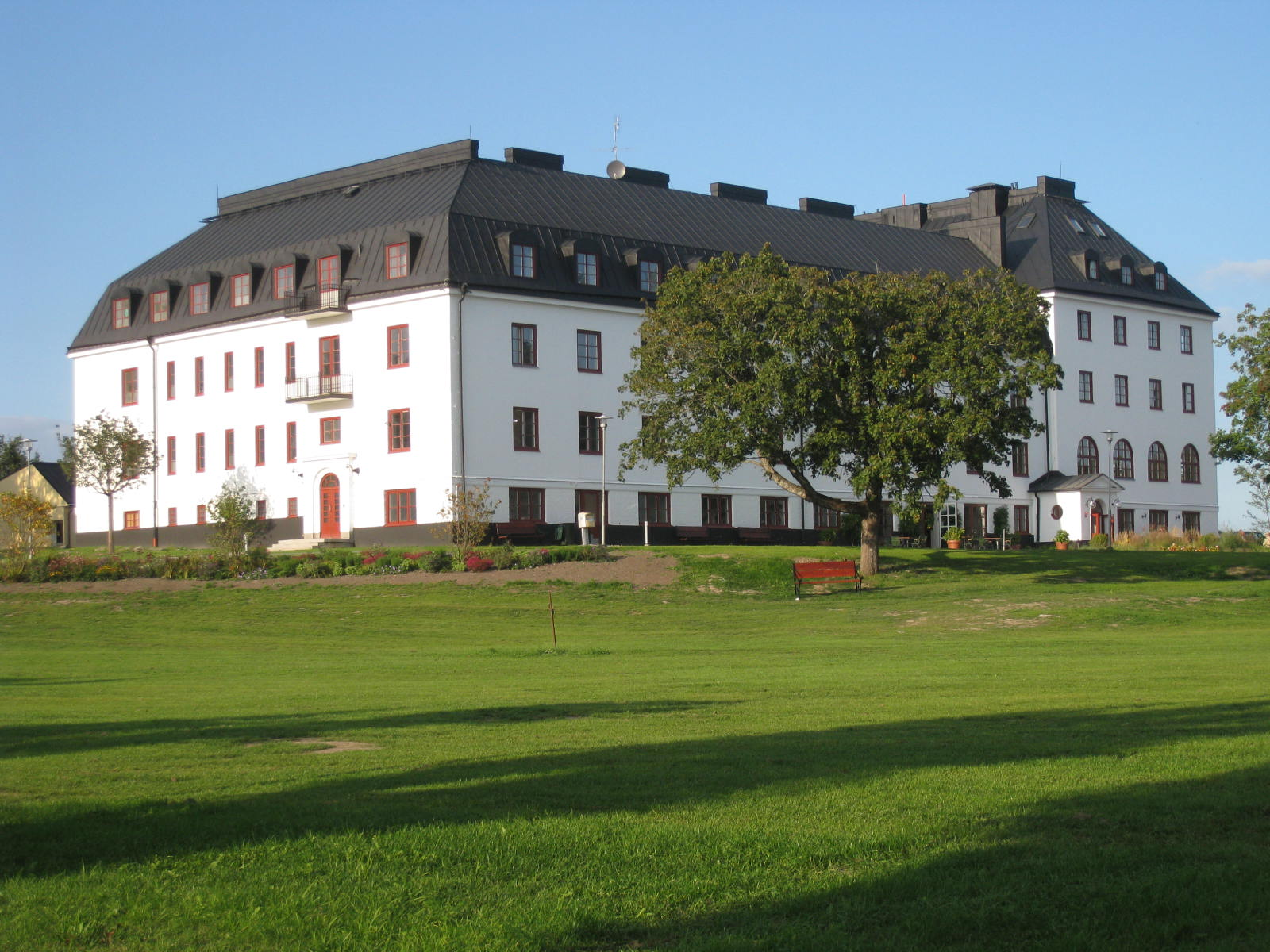
Venngarn
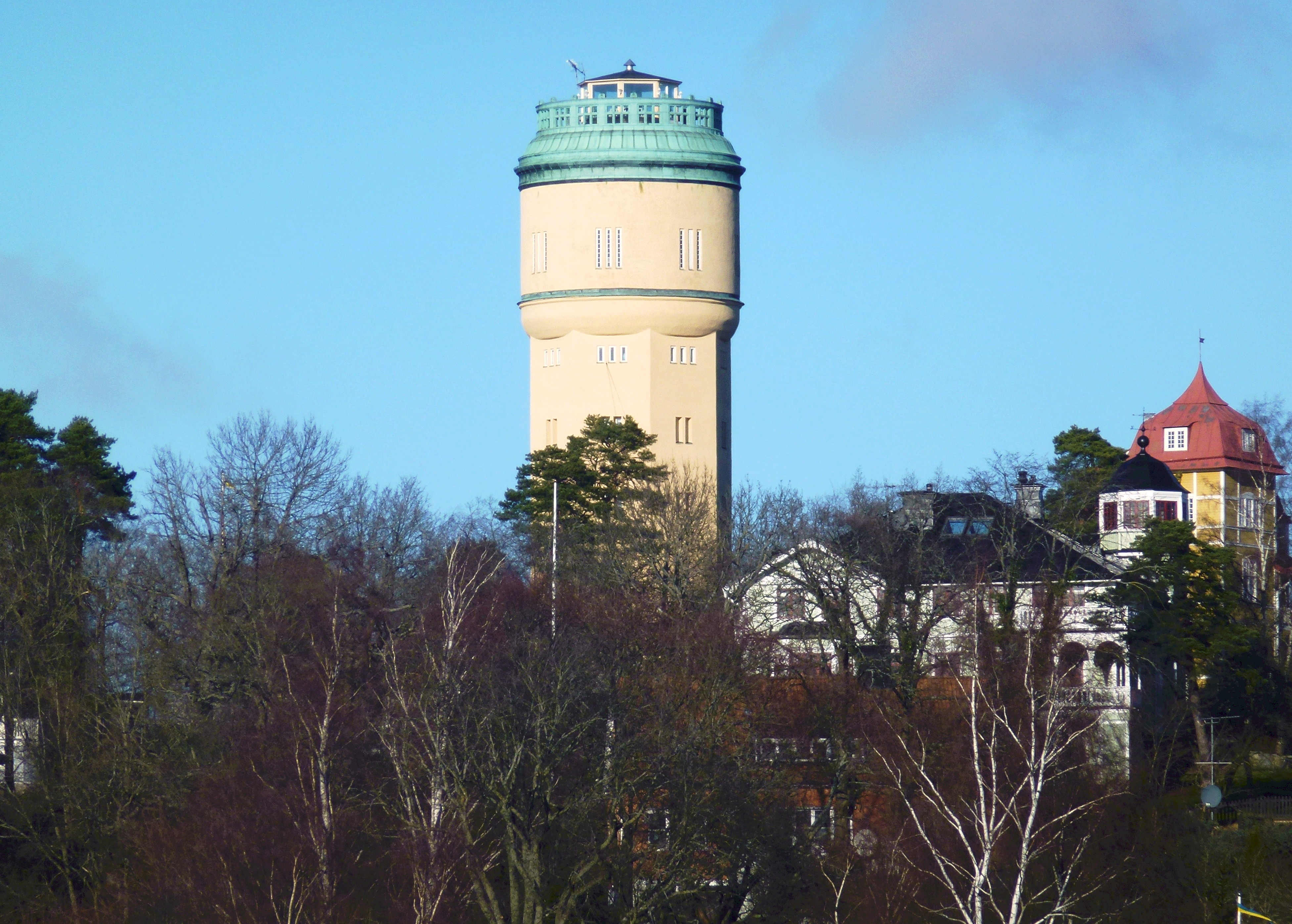
Stocksunds vattentorn